# Fußball-Ostasienmeisterschaft 2017
Die Fußball-Ostasienmeisterschaft 2017 (offiziell EAFF Football Championship 2017, aus Sponsorengründen auch EAFF E-1 Football Championship 2017 genannt) war die siebte Austragung des Turniers und fand vom 9. bis zum 16. Dezember 2017 in Japan statt. Japan war zum vierten Mal Gastgeber der Endrunde.
Zehn Mannschaften aus dem ostasiatischen Raum spielten um den Titel des Ostasienmeisters. Der Titelverteidiger aus Südkorea gewann zum fünften Mal das Turnier und setzte sich so gegen den Gastgeber aus Japan, China und Nordkorea durch.

## Austragungsort und Modus
Der Modus blieb gegenüber dem Turnier von 2015 unverändert. Zunächst spielten die vier schwächeren Mannschaften von 2015 in der ersten Qualifikationsrunde jeweils einmal gegeneinander. Der Gruppensieger qualifizierte sich für die zweite Qualifikationsrunde und traf dort auf die bereits gesetzten Mannschaften aus Guam, Hongkong und Nordkorea. Der Gruppensieger der zweiten Runde komplementierte die Mannschaften der Endrunde, für die die drei stärksten Verbände der EAFF, China, Japan und Südkorea bereits gesetzt waren.
Ende März 2016 wurden die jeweiligen Gastgeber bekanntgegeben. Guam war Gastgeber der ersten Qualifikationsrunde und Hongkong Gastgeber der zweiten Qualifikationsrunde. Die Endrunde fand zum vierten Mal in Japan statt.

## Qualifikation

### Erste Runde
Alle Spiele fanden im GFA National Training Center in Dededo (Guam) statt. Zeitangaben in Ortszeit (UTC+10).
| Pl. | Land               | Sp. | S | U | N | Tore    | Diff. | Punkte |
| --- | ------------------ | --- | - | - | - | ------- | ----- | ------ |
| 1.  | Chinese Taipei     | 3   | 3 | 0 | 0 | 013:300 | +10   | 09     |
| 2.  | Mongolei           | 3   | 1 | 1 | 1 | 010:400 | +6    | 04     |
| 3.  | Macau              | 3   | 1 | 1 | 1 | 007:600 | +1    | 04     |
| 4.  | Nördliche Marianen | 3   | 0 | 0 | 3 | 002:190 | −17   | 0      |

| 30. Juni 2016, 14:30 Uhr und 17:00 Uhr |   |                    |           |
| Macau                                  | – | Mongolei           | 2:2 (2:1) |
| Chinese Taipei                         | – | Nördliche Marianen | 8:1 (4:0) |
| 2. Juli 2016, 14:30 Uhr und 17:00 Uhr  |   |                    |           |
| Nördliche Marianen                     | – | Macau              | 1:3 (1:2) |
| Mongolei                               | – | Chinese Taipei     | 0:2 (0:0) |
| 4. Juli 2016, 14:30 Uhr und 17:00 Uhr  |   |                    |           |
| Nördliche Marianen                     | – | Mongolei           | 0:8 (0:4) |
| Chinese Taipei                         | – | Macau              | 3:2 (1:1) |

Auszeichnungen
- Torschützenkönig der ersten Runde wurde der Taiwaner Lin Chieh-Hsun mit sieben Toren.
- Der MVP-Award für den „besten Spieler“ wurde an den Taiwaner Lin Chieh-Hsun verliehen.

### Zweite Runde
Alle Spiele fanden im Mong Kok Stadium in Mongkok (Hongkong) statt. Zeitangaben in Ortszeit (UTC+8).
| Pl. | Land           | Sp. | S | U | N | Tore    | Diff. | Punkte |
| --- | -------------- | --- | - | - | - | ------- | ----- | ------ |
| 1.  | Nordkorea      | 3   | 3 | 0 | 0 | 005:000 | +5    | 09     |
| 2.  | Hongkong       | 3   | 2 | 0 | 1 | 007:500 | +2    | 06     |
| 3.  | Chinese Taipei | 3   | 1 | 0 | 2 | 004:600 | −2    | 03     |
| 4.  | Guam           | 3   | 0 | 0 | 3 | 002:700 | −5    | 0      |

| 6. November 2016, 15:00 Uhr und 18:00 Uhr  |   |                |           |
| Nordkorea                                  | – | Chinese Taipei | 2:0 (1:0) |
| Hongkong                                   | – | Guam           | 3:2 (2:0) |
| 9. November 2016, 17:00 Uhr und 20:00 Uhr  |   |                |           |
| Guam                                       | – | Nordkorea      | 0:2 (0:0) |
| Hongkong                                   | – | Chinese Taipei | 4:2 (1:0) |
| 12. November 2016, 15:00 Uhr und 18:00 Uhr |   |                |           |
| Guam                                       | – | Chinese Taipei | 0:2 (0:1) |
| Hongkong                                   | – | Nordkorea      | 0:1 (0:1) |

Auszeichnungen
- Torschützenkönig der zweiten Runde wurde der Hongkonger Alex Tayo Akande mit sechs Toren.
- Der MVP-Award für den „besten Spieler“ wurde an den Nordkoreaner Ri Yong-chol verliehen.

## Endrunde
Alle Spiele fanden im Ajinomoto-Stadion in Chōfu (Japan) statt. Zeitangaben in Ortszeit (UTC+9).
| Pl. | Land      | Sp. | S | U | N | Tore    | Diff. | Punkte |
| --- | --------- | --- | - | - | - | ------- | ----- | ------ |
| 1.  | Südkorea  | 3   | 2 | 1 | 0 | 007:300 | +4    | 07     |
| 2.  | Japan     | 3   | 2 | 0 | 1 | 004:500 | −1    | 06     |
| 3.  | China     | 3   | 0 | 2 | 1 | 004:500 | −1    | 02     |
| 4.  | Nordkorea | 3   | 0 | 1 | 2 | 001:300 | −2    | 01     |

| 9. Dezember 2017, 16:30 Uhr und 19:15 Uhr  |   |           |           |
| Südkorea                                   | – | China     | 2:2 (2:1) |
| Japan                                      | – | Nordkorea | 1:0 (0:0) |
| 12. Dezember 2017, 16:30 Uhr und 19:15 Uhr |   |           |           |
| Nordkorea                                  | – | Südkorea  | 0:1 (0:0) |
| Japan                                      | – | China     | 2:1 (0:0) |
| 16. Dezember 2017, 16:30 Uhr und 19:15 Uhr |   |           |           |
| China                                      | – | Nordkorea | 1:1 (1:0) |
| Japan                                      | – | Südkorea  | 1:4 (1:3) |

Auszeichnungen
- Torschützenkönig der Endrunde wurde der Südkoreaner Kim Shin-wook mit drei Toren.
- Der MVP-Award für den „besten Spieler“ wurde an den Südkoreaner Lee Jae-sung verliehen.